# 12. østlige længdekreds
Den 12. østlige længdekreds (eller 12 grader østlig længde) er en længdekreds, der ligger 12 grader øst for nulmeridianen. Den løber gennem Ishavet, Atlanterhavet, Europa, Afrika, det Sydlige Ishav og Antarktis.
Den 12. østlige længdekreds når land på Falsters østkyst og skærer Frederiksværk.